# 칭원법
칭원법(稱元法)은 전근대 동아시아에서 군주의 재위 원년(元年)을 정하기 위해 사용되는 방법이다. 군주의 재위년을 기년(起年)으로 사용하던 동아시아에서 군주가 교체되었을 때, 그 해의 기년이 어떤 군주의 재위년인가를 정하기 위해 사용하였다. 크게 훙년칭원법(薨年稱元法)과 유년칭원법(踰年稱元法)으로 구분되며, 세부적으로 더 다양하게 구분된다. 중국은 대체로 유년칭원법을 사용하였고, 한국은 원래 훙년칭원법을 사용하였으나 고려 말기부터 유년칭원법을 사용하였다.

## 개요
전근대 동아시아에서는 군주의 재위년을 기년으로 사용하였다. 이에 따라 모든 연도는 군주의 재위년으로 표기되었는데, 군주가 교체되었을 때는 어떤 재위년을 사용해야 하는지가 문제가 된다. 군주가 교체된 해는 전임(前任) 군주의 재위년인가, 아니면 신임(新任) 군주의 원년(1년)인가를 정하기 위해 칭원법이 사용되었다. 또한 단순히 연도를 세기 위한 것뿐만 아니라, 정통성과 명분도 칭원법의 사용과 관련이 있다. 크게 새로 즉위한 군주의 원년을 즉위한 해에 바로 사용하는 훙년칭원법과 즉위한 해는 전임 군주의 재위년을 기년으로 하고 이듬해를 원년으로 칭하는 유년칭원법이 있다.

## 훙년칭원법
일반적으로 군주의 교체는 전임 군주가 사망함에 따라 후계자가 뒤를 잇는 방식으로 이루어진다. 훙년(薨年)은 전임 군주가 훙(薨 : 군주의 사망을 높여 부르는 말)한 해를 의미하며, 이에 따라 후계자가 즉위한 즉시 원년을 칭하는 칭원법이 훙년칭원법이다. 훙년칭원법은 전임 군주가 사망했을 때까지의 기간을 어떤 기년으로 사용하는가를 구분하기 위해 다시 몇 가지로 구분된다. 전임 군주가 사망한 날짜까지는 전임 군주의 재위년을 기년으로 사용하고 그 다음날부터 신임 군주의 원년을 기년으로 사용하는 훙월칭원법(薨月稱元法), 사망한 달까지는 전임 군주의 재위년으로 보고 그 다음달부터 신임 군주의 원년으로 보는 유월칭원법(踰月稱元法)이 대표적이며, 사망한 해 전체를 신임 군주의 원년으로 사용하는 경우도 있다.
예를 들면 신라의 혁거세 거서간은 서기 4년 3월에 사망하였으며, 남해 차차웅은 뒤를 이어 즉위하여 같은해(서기 4년) 4월부터 원년을 칭하였다. 이것이 훙년칭원법 중에서도 유월칭원법이다. 한편, 본래 유년칭원법을 사용하였더라도 전임 군주가 폐위되거나 기타 비정상적인 방법으로 교체되었을 때는 정통성을 강조하기 위해 훙년칭원법을 적용하여 즉시 원년을 칭하는 것이 일반적이다.

## 유년칭원법
신임 군주가 즉위한 즉시 원년을 칭하지 않고 해를 넘겨 이듬해부터 원년을 칭하는 방법을 말한다. 전임 군주가 사망하고 현재 새로운 군주가 재위중인 상황이라도 계속해서 그 해가 끝날 때까지 전임 군주의 재위년으로 연도를 세는 것이다. 이 경우 현재 군주가 새로운 군주임에도 계속해서 사망한 전임 군주의 치세로 보는 것이므로, 이러한 불일치를 해결하기 위해 사망한 이후부터 그 해가 끝날 때까지를 즉위년으로 바꿔 부르는 경우도 있다.

## 용례
- 중국은 《춘추》의 기록에서 유년칭원법을 사용한 이래 계속 유년칭원법을 사용하다. 그러나 은나라 시기에는 훙년칭원법을 사용하기도 하였다.[2]
- 한국은 전통적으로 훙년칭원법을 사용하였으나 고려 말 원간섭기 이후부터 중국의 법도를 따라 유년칭원법으로 바꿔 사용하였다.
  - 《삼국사기》는 삼국의 실제 기록을 존중하여 모두 훙년칭원법으로 기록되어 있으나 조선시대에 편찬된 《동국사략》은 유년칭원법을 적용하여 모든 연도가 1년씩 차이가 난다. 《동국통감》은 다시 훙년칭원법으로 회귀하였다. 《동사강목》은 삼국의 경우 모두 훙년칭원법으로 연도를 세고 있으나, 사건에 대한 기록은 모두 전왕의 재위년으로하여 양자를 절충하고 있다.
  - 고려시대에는 실제로는 훙년칭원법을 사용하였으나, 고려시대의 역사를 다룬 역사서는 조선시대에 편찬되었기 때문에 현전하는 모든 기록은 유년칭원법으로 나타나고 있다.
  - 《삼국유사》는 훙년칭원법을 사용하고 있으나, 전임 군주의 사망한 해를 모두 신임 군주의 원년으로 표기하는 특수한 훙년칭원법을 사용하고 있다.

## 같이 보기
- 연호